# Comunicazione politica

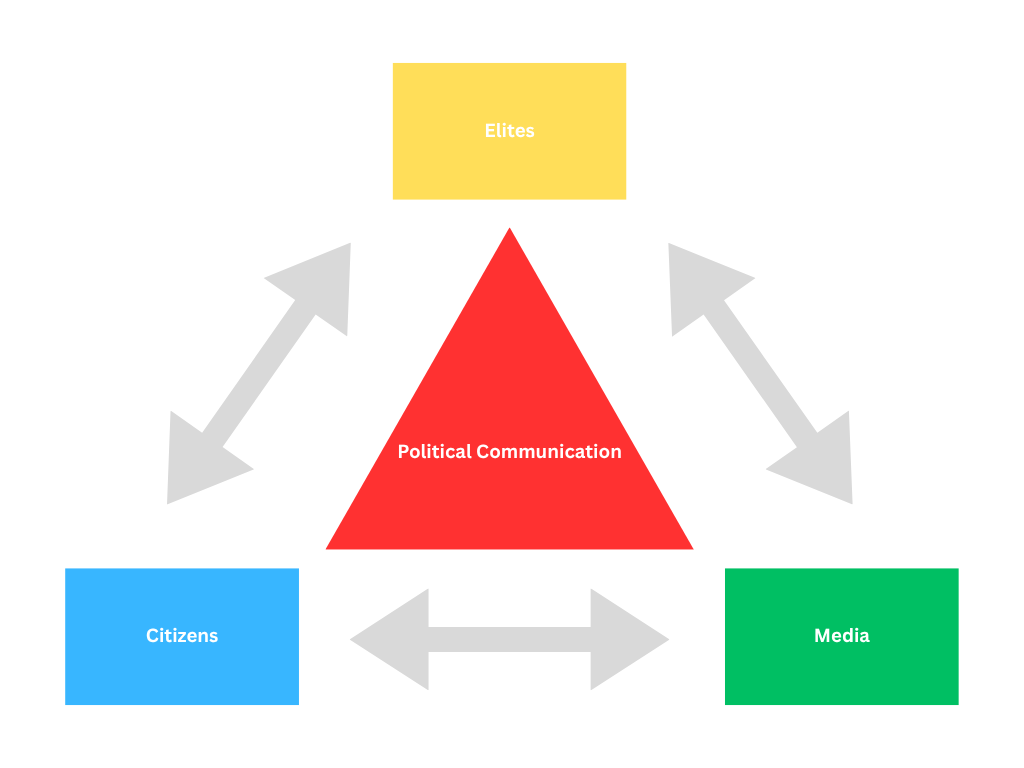
Un diagramma triangolare che mostra le interazioni tra élite, media e cittadini nel processo di comunicazione politica.

La comunicazione politica indica una pratica comunicativa che pone in relazione tre diversi soggetti: il sistema politico, i mass media e i cittadini.

## Analisi sociologica
Questo tipo di comunicazione è oggetto di studio a partire dagli anni cinquanta negli Stati Uniti d'America, e la disciplina ha in seguito interessato numerosi studiosi provenienti da varie nazioni. Non esiste una definizione univoca della materia, dal momento che essa viene osservata, descritta e analizzata da numerose discipline differenti, ed ogni qualvolta si tenta di darne una definizione organica non vi si riesce appieno, dal momento che il peso specifico dei diversi fenomeni ad essa correlati non è distribuito equamente, alcuni fenomeni vengono enfatizzati a scapito di altri a seconda delle aree di ricerca volte ad osservarne gli effetti.
La comunicazione politica nasce dall'incontro di due insiemi di discipline: le scienze della comunicazione (comprendendo dunque sociologia, psicologia sociale, antropologia, semiotica e massmediologia) e le scienze politiche. La comunicazione politica inoltre, può essere definita come "lo scambio e il confronto dei contenuti di interesse pubblico-politico prodotti dal sistema dei media e dal cittadino-elettore". In questo panorama il sistema politico può essere visto come l'insieme di partiti, coalizioni, Parlamento, organi di governo e amministrazione, tutti interconnessi tra di loro. 
Soltanto quando vi saranno approcci volti a sistematizzare la svariata letteratura disponibile sull'argomento in modo da costituirne una scienza munita di fondamenta autonome, allora sarà possibile definire con maggiore chiarezza l'argomento in questione. Al momento la letteratura scientifica sull'argomento si concentra su tematiche ad essa inerenti, ma specifiche, come ad esempio il rapporto tra mass media e sistema politico, oppure lo studio del linguaggio dei politici, o ancora lo studio degli effetti della comunicazione politica mediata sulla partecipazione e il voto da parte dei cittadini-elettori, o ancora l'analisi delle campagne elettorali dei partiti e dei vari candidati.
La comunicazione politica non è soltanto di tipo verbale, ma anche relativa ad altri aspetti dell'agire umano, come il modo di porsi dinanzi ai cittadini, le strette di mano dopo un comizio elettorale (un modo per comunicare un senso di vicinanza al popolo), il modo di impostare i manifesti elettorali, i momenti simbolici forti durante una campagna elettorale. Inoltre, essa si manifesta principalmente se non solamente attraverso i media di massa. Pertanto, l'attore mediale è quello più importante nella comunicazione, perché consente l'incontro tra politici e cittadini, molto spesso in un tipo di comunicazione a senso unico, anche se i cittadini possono far sentire la propria voce attraverso vari strumenti, quali lettere ai ministeri, manifestazioni di protesta, comunicando con i politici tramite social network, leggi di iniziativa popolare, attraverso le rilevazioni sull'opinione pubblica mediante ricerche demoscopiche (sondaggi), e attraverso la scelta del voto.

## Pratica politica
La comunicazione politica è inoltre anche una professione, dal momento che soprattutto in campagna elettorale i partiti ingaggiano personale esperto e conoscitore della materia, figure provenienti in gran parte dal mondo della pubblicità, delle pubbliche relazioni e del marketing, allo scopo di guadagnare consenso presso l'opinione pubblica, misurata tramite lo strumento del sondaggio politico-elettorale.
Le campagne elettorali sono da sempre l'argomento prediletto da chi si occupa dello studio di comunicazione politica, e ciò è dovuto soprattutto alla complessità dell'oggetto. Questo argomento spesso incontra elementi di marketing, ponendo l'elezione di un candidato come un prodotto da vendere, che offre un servizio ad una domanda proveniente da uno specifico target su cui tale partito si posiziona strategicamente, attraverso i suoi modi di agire e di comunicare al cittadino-elettore. 
Gli elettori quindi valutano alcuni aspetti del candidato in base al suo essere e al suo fare. Ci sono degli elementi dell'essere del candidato che gli elettori valutano con più attenzione: la credibilità, intesa come il poter fare e il saper fare, e l'affidabilità, che invece riprende le capacità del dover fare e del voler fare. Nel primo caso, quello della credibilità, gli elettori si chiedono se il futuro leader politico sarà in grado di guidare le forze politiche e gestire i programmi; nel secondo caso, l'affidabilità, esprime le qualità più astratte del leader: l'onestà, la lealtà, la coerenza e l'impegno a mantenere le promesse.
Dopo le elezioni, residuerebbe uno spazio per la comunicazione politica, attinente alla messa in pratica delle promesse della campagna elettorale: ma "in un’azione politica presentata come se il momento della sua proclamazione valesse l’azione  (...) l’azione amministrativa è stata progressivamente «separata» dall’azione politica, poiché è meno esposta e si inserisce nel tempo più lungo e caotico della messa in pratica". Il relativo ambito comunicativo è quindi meno presidiato, dando luogo ad un dislivello qualitativo nel messaggio trasmesso agli elettori.

## Nella linguistica
Il gergo politico registra un'evoluzione linguistica proprio nella sua valenza comunicativa: in passato, si lamentava che la carenza di contenuti fosse segnata dall'affermarsi del politichese, mentre oggi essa viene identificata con il populismo; vi è però chi individua in ambedue i fenomeni una connessione, rappresentata dal prevalente prescindere dalla complessità del reale.